# Karel Janež
Karel Janež (ur. 22 stycznia 1914 w Lublanie, zm. w kwietniu 2006) – jugosłowiański gimnastyk, uczestnik Igrzysk Olimpijskich w 1948 w Londynie i Igrzysk Olimpijskich w 1952 w Helsinkach. Na igrzyskach olimpijskich w Londynie zajął 103. miejsce w wieloboju gimnastycznym. Najlepszym wynikiem w pojedynczej konkurencji była 90. lokata w skoku. Na igrzyskach olimpijskich w Helsinkach zajął 178. miejsce w wieloboju gimnastycznym. Najlepszym wynikiem w pojedynczej konkurencji była 135. lokata w koniu z łękami.